# 10 балів за Ріхтером
«10 балів за Ріхтером» (англ. Richter 10) — науково-фантастичний роман Майка Маккві за ідеєю та участю Артура Кларка, написаний 1996 року. Головний герой — Льюїс Крейн, у якого розвинулася фобія землетрусів через великий землетрус, до якого потрапив будинок ще 7-річного Льюїса. Цей землетрус забрав життя батьків юного Крейна. Назва книги відсилає шкали Ріхтера, за якою вважалося, що 10 (на момент створення шкала) — найбільша сила, яку землетрус може мати.

## Сюжет
У романі є чотири ключові епізоди, а також безліч підепізодів та дрібніших мотивів — багато з них не пов'язані з головним сюжетом. Сюжет розпочинається наприкінці XX століття й розповідає про життя головного героя роману, Льюїса Крейна. Перший з чотирьох епізодів розпочинає роман. Землетрус у Каліфорнії наприкінці XX століття залишив 7-річного Льюїса Крейна калікою, бездомним сиротою.
Другий великий епізод розповідає вже про дорослого Крейн, провідного експерта з землетрусів у світі, лауреата Нобелівської премії, безжального вченого та підприємця, який присвячує себе допомозі постраждалим від землетрусів. Він також є керівником Фундації — організації, метою якої є подальші наукові дослідження землетрусів. Фундація щойно удосконалив технологію прогнозування землетрусів за лічені хвилини відведеного часу, інтенсивність та географічні регіони, які будуть потенційним катаклізмом охоплені. Його перший прогноз стосувався острова Садо в Японії — за ним, більша частина острова буде знищена, як і густо заселене місто Айкава.
Місцеві органи влади не тільки ігнорують його попередження, але й зневажають Льюїса. У прогнозований день землетрусу, Крейн зібрав багато засобів масової інформації та допомоги організаціям для покриття наслідків катастрофи. Багато з них знаходяться на невеликій частині острова, яка згідно з прогнозом є безпечною, а інші будуть діяти з повітря. Безпосередньо напередодні ймовірного початку катастрофи міський голова Аікава прибуває з поліцією, щоб заарештувати й депортувати Крейна як панікера; в цей момент розпочинається землетрус. Після того, як осідає пил стає очевидним, що прогнози вченого справдилися з абсолютною точністю.
Події третього епізоду відбуваються у США. Крейн прогнозує ситуацію, за якою великий землетрус відбудеться у районі навколо приток річки Міссісіпі. Картель скептичних бізнесменів-політиків вирішує скористатися цим прогнозом для просування своїх інтересів на президентських виборах. Представники картелю проникають у Фундацію та заносить помилкові дані про трагедію, тому прогноз оприлюднюють на декілька місяців раніше. Картель виграє на виборах, а Льюїс втрачає довіру, коли землетрусу у визначений день не відбудеться.
Після розформування Фундації виявляються, що дані було змінено зумисно, а також той факт, що землетрус все ж відбудеться, проте через декілька місяців. Після великої кількості зв'язків з громадськістю, декілька людей готові долучитися до запобіжних заходів, але багато хто цьому прогнозу не вірить, оскільки урядові органи намагаються заглушити Крейна та його Фундацію. Як і передбачалося відбувається землетрус, а Льюїс знову стає героєм та пророком.
Четвертий й останній сюжет охоплює сміливий план вигнати землетруси з Землі назавжди «точковим зварюванням» пластин, які утворюють земну кору на приблизно 50 стратегічних місцях, таким чином зупиняючи їх рух. Це зварювання здійснюватиметься шляхом детонації потужних ядерних бомб глибоко всередині землі, а енергія від їх вибуху буде спрямована вниз, без впливу на поверхню.
Скепотики висунули два побоювання: по-перше, детонація ядерних бомб небезпечна, а по-друге, можливі непередбачені наслідки, у тому числі й зупинка усієї тектонічної активності Землі. Водночас було зроблено розрахунки про масштаб наступного землетрусу. Через декілька десятиліть землетрус силою у 10 балів за шкалою Ріхтера розділить більшу частину Каліфорнії з північноамериканським материком і зробить його островом в Тихому океані, при цьому будуть великі втратами серед населення та їх майна. Проте, якщо перший з 50 непарних «точкових зварних швів» здійснити у визначеному місці в західній частині США, протягом певного періоду часу, ця загроза може бути усунена.
Льюїс переконує владу, яка керує життям країни, а секретний захід під назвою «Манхеттенський проєкт» задуманий як прикриття для першого «точкового зварювання». Незадовго до того, як ядерні бомби повинні бути залучені, терористична атака на проєкт знищує об'єкт; Льюїс втрачає дружину і дитину під час нападу. Книга закінчується самогубством Льюїса, який залишається у зоні землетрусу.